# Pandanus manongarivensis
Pandanus manongarivensis är en enhjärtbladig växtart som beskrevs av Huynh. Pandanus manongarivensis ingår i släktet Pandanus och familjen Pandanaceae.
Artens utbredningsområde är Madagaskar. Inga underarter finns listade.